# モクル・クラン
モクル・クラン(モンゴル語: Muqur quran,? - ？)とは、13世紀初頭にモンゴル帝国に仕えたアダルギン部出身の千人隊長の一人。
『元朝秘史』などの漢文史料では木忽児好蘭(mùhūérhǎolán)もしくは合兀㘓(héwùlán)、『集史』などのペルシア語史料ではموقور قوران(Mūqūr Qūrān)と記される。名前の「モクル・クラン」とは「鈍い鑢」を意味する。

## 概要
『集史』「アダルキン部族志」よると、モクル・クランはサム・カチウン(チンギス・カンの曾祖父カブル・カンの兄弟)を始祖とするアダルギン部の出であった。アダルギン部は早い段階からテムジン(後のチンギス・カン)に仕えていた部族で、テムジンがジャムカと最初に衝突した「十三翼の戦い」では第3翼を率いていた。この「第三翼」は『集史』及び『聖武親征録』によると、サム・カチウンの子孫ブルテチュ・バアトルとモクル・クランの2名に率いられており、アダルギン部族兵のみならずケレイト部トゥベエン氏の兵(ケレイト部からの援軍か？)も含まれていたという。ブルテチュ・バアトルはサム・カチウンの4世孫とされるが、ブルテチュ・バアトルとモクル・クランの関係は明らかではない。村上正二はモクル・クランはブルテチュ・バアトルの息子ではないかと推測している。

このように初期のチンギス・カンの勢力を支えたモクル・クランらアダルギン部であったが、他のキヤト氏首長と同様に独裁権力の確立に努めるチンギス・カンと対立するようになり、やがては背き去った。しかし、何らかの形でモクル・クランは罪を許されたようで、モンゴル帝国の建国後は帝国の幹部層たる千人隊長に任ぜられている。『元朝秘史』では「功臣表」の70位に「カウラン(合兀㘓)」なる人物の名前が記されているが、これは「モクル・クラン」の名前を短縮させたものであると考えられている。
その後のモクル・クランの事蹟については記録がないが、『集史』が編纂された頃のジョチ・ウルスではノガイの下にアダルギン部族兵が多数いたという。また、モクル・クランの孫ブクリがフレグ・ウルスに仕えていたとも記録されているが、その事蹟については何も知られていない。